# HD 88133
HD 88133 är en ensam stjärna belägen i den mellersta delen av stjärnbilden Lejonet. Den har en skenbar magnitud av ca 8,01 och kräver åtminstone en stark handkikare eller ett mindre teleskop för att kunna observeras. Baserat på parallax enligt Gaia Data Release 2 på ca 13,6 mas, beräknas den befinna sig på ett avstånd på ca 241 ljusår (ca 74 parsek) från solen. Den rör sig närmare solen med en heliocentrisk radialhastighet på ca -3,5 km/s.

## Egenskaper
HD 88133 är en gul till vit underjättestjärna av spektralklass G5 IV, som lämnat huvudserien och är på väg att utvecklas till en röd jätte. Den har en massa som är ca 1,2 solmassor, en radie som är ca 2 solradier och har ca 4,3 gånger solens utstrålning av energi från dess fotosfär vid en effektiv temperatur av ca 5 000 - 6 000 K.

## Planetsystem
År 2004 upptäcktes en exoplanet, HD 88133 b, i omloppsbana kring stjärnan.
| Planet | Massa             | Halv storaxel (AE) | Siderisk omloppstid (d) | Excentricitet | Inklination | Radie |
| ------ | ----------------- | ------------------ | ----------------------- | ------------- | ----------- | ----- |
| b      | ≥0,282 ± 0,046 MJ | 0,379 ± 0,0032     | 3,414887 ± 0,000045     | 0 (fast)      | -           | -     |